# Leucosyke
Leucosyke är ett släkte av nässelväxter. Leucosyke ingår i familjen nässelväxter.

## Bildgalleri

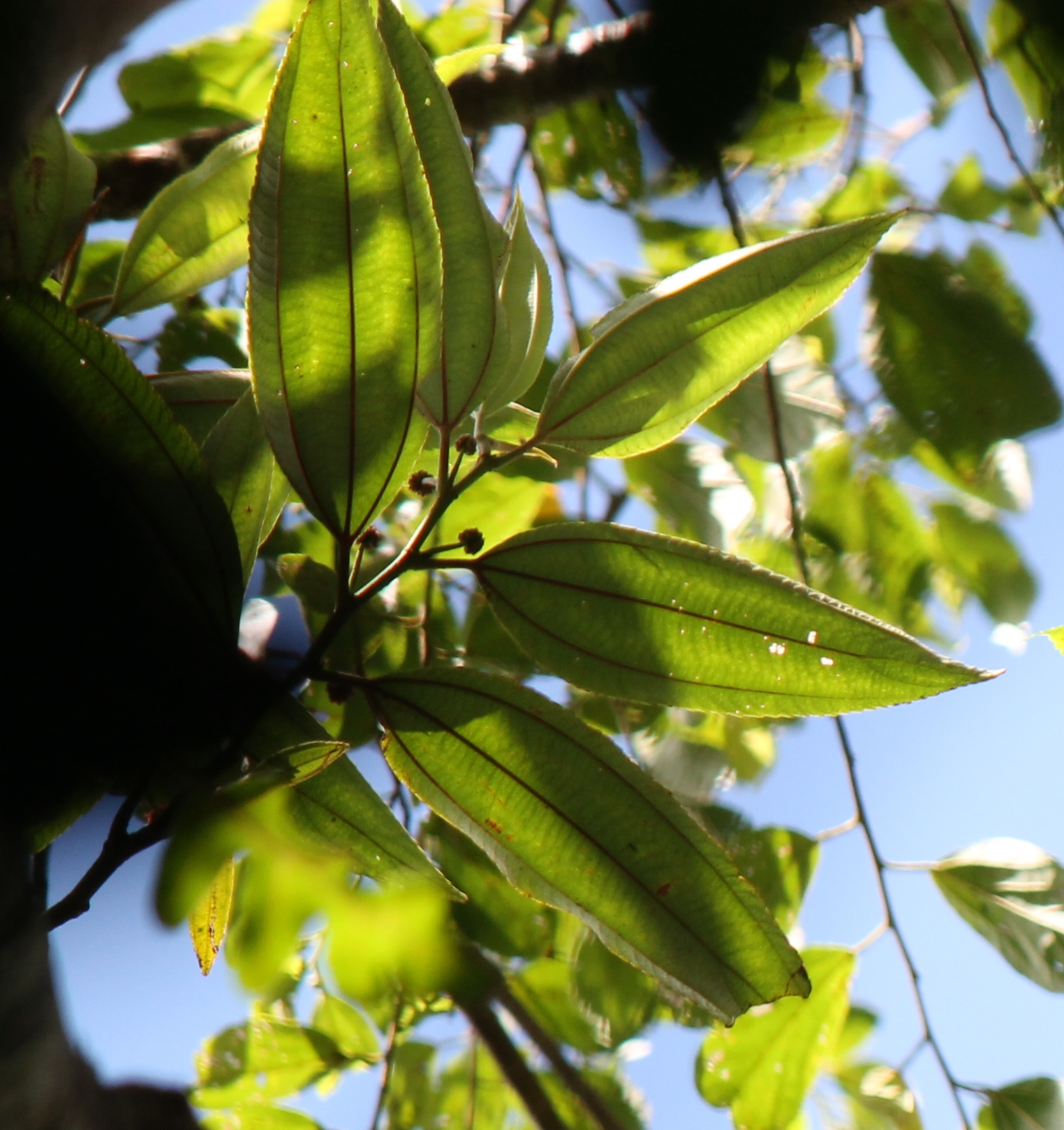

## Dottertaxa tillLeucosyke, i alfabetisk ordning[1]
- Leucosyke alba
- Leucosyke arcuatovenosa
- Leucosyke aspera
- Leucosyke benguetensis
- Leucosyke bornensis
- Leucosyke brunnescens
- Leucosyke buderi
- Leucosyke capitellata
- Leucosyke caudata
- Leucosyke celebica
- Leucosyke clemensii
- Leucosyke corymbulosa
- Leucosyke elmeri
- Leucosyke forbesii
- Leucosyke hispidissima
- Leucosyke javanica
- Leucosyke kjellbergii
- Leucosyke media
- Leucosyke mindorensis
- Leucosyke montana
- Leucosyke negrosensis
- Leucosyke nivea
- Leucosyke ochroneura
- Leucosyke ovalifolia
- Leucosyke pulchra
- Leucosyke puya
- Leucosyke quadrinervia
- Leucosyke rizalensis
- Leucosyke rubiginosa
- Leucosyke salomonensis
- Leucosyke sumatrana
- Leucosyke superfluens
- Leucosyke weddellii
- Leucosyke winkleri-huberti